# Rada do Spraw Uchodźców
Rada do Spraw Uchodźców jest organem administracji publicznej (centralnym organem administracji państwowej nierządowej) działającym w oparciu o przepisy zawarte w dziale II rozdział 8 ustawy z dnia 13 czerwca 2003 r. o udzielaniu cudzoziemcom ochrony na terytorium Rzeczypospolitej Polskiej (Dz.U. z 2025 r. poz. 223). Prezes Rady Ministrów, w drodze rozporządzenia, nadaje Radzie statut organizacyjny i regulamin czynności wewnętrznych, w którym określa w szczególności sposób zwoływania i odbywania posiedzeń składów orzekających i posiedzeń plenarnych oraz tworzenia wewnętrznych zespołów Rady, uwzględniając zakres zadań Rady.  

## Zadania Rady
Rada do Spraw Uchodźców rozpatruje odwołania od decyzji i zażalenia na postanowienia wydane przez Szefa Urzędu do Spraw Cudzoziemców w sprawach prowadzonych na podstawie przepisów działu II ustawy z dnia 13 czerwca 2003 r. o udzielaniu cudzoziemcom ochrony na terytorium Rzeczypospolitej Polskiej (z wyjątkiem spraw dotyczących nieodpłatnej informacji prawnej i nieodpłatnej pomocy prawnej oraz spraw dotyczących pomocy dla cudzoziemców ubiegających się o udzielenie ochrony międzynarodowej). Radzie do Spraw Uchodźców przysługują uprawnienia organu wyższego stopnia w rozumieniu przepisów Kodeksu postępowania administracyjnego. Rada do Spraw Uchodźców jest także organem właściwym w sprawach wznowienia postępowania, uchylenia, zmiany lub stwierdzenia nieważności wydanych przez siebie decyzji lub postanowień.
Do zadań Rady należy ponadto:
1. dokonywanie analiz orzecznictwa w zakresie spraw o nadanie lub pozbawienie statusu uchodźcy;
2. gromadzenie informacji o krajach pochodzenia cudzoziemców;
3. współpraca z organami oraz instytucjami krajowymi i zagranicznymi w zakresie problematyki migracji i uchodźstwa;
4. prowadzenie rejestru złożonych zażaleń i odwołań oraz wydanych przez Radę decyzji i postanowień;
5. oznaczanie danych, o którym mowa w art. 18 ust. 1 rozporządzenia 603/2013, w przypadku nadania cudzoziemcowi statusu uchodźcy lub udzielenia ochrony uzupełniającej oraz usuwanie oznaczenia danych, o którym mowa w art. 18 ust. 3 rozporządzenia 603/2013, w przypadku pozbawienia cudzoziemca statusu uchodźcy lub ochrony uzupełniającej.

## Skład Rady
W skład Rady wchodzi 12 członków powoływanych przez Prezesa Rady Ministrów na pięcioletnią kadencję spośród osób wyróżniających się wiedzą lub doświadczeniem praktycznym w zakresie problematyki uchodźców. Prezes Rady Ministrów powołuje w skład Rady po 4 osoby spośród kandydatów przedstawianych przez ministra właściwego do spraw zagranicznych i Ministra Sprawiedliwości. Każdy z ministrów przedstawia 8 kandydatów.

### IV kadencja (2014-2018)[1]
- Paweł Dąbrowski Przewodniczący Rady ds. Uchodźców

- Jolanta Zaborska  - Wiceprzewodniczący Rady ds. Uchodźców

- Hanka Babińska - członek Rady ds. Uchodźców

- Jerzy Byczkowski - członek Rady ds. Uchodźców

- Grzegorz Dostatni - członek Rady ds. Uchodźców

- Paweł Hut - członek Rady ds. Uchodźców

- Jacek Jagielski - członek Rady ds. Uchodźców

- Jakub Jamka - członek Rady ds. Uchodźców

- Michał Andrzej Kowalski - członek Rady ds. Uchodźców

- Sławomir Pyl - członek Rady ds. Uchodźców

- Marek Redźko - członek Rady ds. Uchodźców

- Tadeusz Żyliński - członek Rady ds. Uchodźców

### V kadencja (2019-2023)[2][3]
- Grzegorz Dostatni - Przewodniczący Rady ds. Uchodźców (odwołany 17.03.2021 r.)
- Jakub JAMKA - Przewodniczący Rady ds. Uchodźców (powołany 17.03.2021 r.)

- Jolanta ZABORSKA - Wiceprzewodniczący Rady ds. Uchodźców

- Kacper Halski - członek Rady ds. Uchodźców

- Marta Kaczmarska - członek Rady ds. Uchodźców (odwołana 28.10.2020 r.)

- Ewa Yoriadis (wcześniej COLL)[4] - członek Rady ds. Uchodźców
- Aleksandra ZIUZIA - członek Rady ds. Uchodźców
- Grzegorz DOSTATNI - członek Rady ds. Uchodźców
- Kacper HALSKI - członek Rady ds. Uchodźców
- Przemysław MYSZAKOWSKI - członek Rady ds. Uchodźców
- Radosław PODOGROCKI - członek Rady ds. Uchodźców  (powołany 29.10.2020 r.)

- Sławomir PYL - członek Rady ds. Uchodźców (odwołany z dniem 31.08.2021)

- Marek REDŹKO - członek Rady ds. Uchodźców
- Maciej RODOWICZ - członek Rady ds. Uchodźców (powołany 22.11.2021 r.)

- Joanna Skupiewska-Morawska - członek Rady ds. Uchodźców (powołana 1.09.2023 r.)
- Rafał ŚWIĆ - członek Rady ds. Uchodźców
- Radosław WAWRZYNIAK - członek Rady ds. Uchodźców
- Aleksandra Ziuzia - członek Rady ds. Uchodźców

### VI kadencja (2024-2028)[5]
- Aleksandra ZIUZIA - Przewodniczący Rady ds. Uchodźców
- Jolanta ZABORSKA - Wiceprzewodniczący Rady ds. Uchodźców
- Szymon CHEBA - członek Rady ds. Uchodźców
- Mariusz CICHOMSKI - członek Rady ds. Uchodźców (odwołany 21.10.2024 r.)
- Beata DZIENIS - członek Rady ds. Uchodźców
- Agnieszka FRĄCZKIEWICZ - członek Rady ds. Uchodźców (powołana 15.04.2025 r.)
- Jakub JAMKA - członek Rady ds. Uchodźców (powołany 22.10.2024 r.)
- Anita JANUSZ - członek Rady ds. Uchodźców
- Jarosław ŁYSIO - członek Rady ds. Uchodźców
- Piotr NAGLER - członek Rady ds. Uchodźców (odwołany 31.03.2025 r.)
- Łukasz PASZKA - członek Rady ds. Uchodźców (powołany 15.04.2025 r.)
- Joanna SKUPIEWSKA-MORAWSKA - członek Rady ds. Uchodźców
- Rafał ŚWIĆ - członek Rady ds. Uchodźców
- Małgorzata TERLIKOWSKA - członek Rady ds. Uchodźców (powołana 15.04.2025 r.)
- Adam URBISZ - członek Rady ds. Uchodźców
- Ewa YORIADIS - członek Rady ds. Uchodźców

## Orzekanie
Rada orzeka w składach trzyosobowych, z wyjątkiem przypadku, o którym mowa w art. 39 ust. 2 pkt 4 ustawy z dnia 13 czerwca 2003 r. o udzielaniu cudzoziemcom ochrony na terytorium Rzeczypospolitej Polskiej. Orzeczenia zapadają większością głosów. Przewodniczący Rady może zarządzić rozpoznanie sprawy w składzie jednoosobowym. Przy orzekaniu członkowie Rady są związani wyłącznie przepisami prawa.

## Obsługa Rady do Spraw Uchodźców
Obsługę administracyjną i kancelaryjną Rady zapewnia Kancelaria Prezesa Rady Ministrów poprzez - działający w strukturach Departamentu Społeczeństwa Obywatelskiego - Wydział Obsługi Rady do Spraw Uchodźców, zlokalizowany w Warszawie przy Al. Ujazdowskich 1/3 (wejście do sekretariatu Rady: al. Jana Chrystiana Szucha 14, 00-582 Warszawa).